# Ampullobates nigriclavatus
Ampullobates nigriclavatus är en kvalsterart som beskrevs av Grandjean 1962. Ampullobates nigriclavatus ingår i släktet Ampullobates och familjen Hermanniellidae. Inga underarter finns listade i Catalogue of Life.